# Хойхельхайм-Франкенталь
Хойхельхайм-Франкенталь (нем. Heuchelheim bei Frankenthal) — община в Германии, в земле Рейнланд-Пфальц. 
Входит в состав района Рейн-Пфальц. Подчиняется управлению Хесхайм.  Население составляет 1258 человек (на 31 декабря 2010 года). Занимает площадь 5,76 км².